# Веб-документ
Веб-документ — это концепция, подобная веб-странице, однако это несколько более широкий термин:
|  |                     |  | Web-страница              | Web-документ                                                                 |
|  | Протокол передачи'  |  | Протоколы HTTP или HTTPS. | HTTP(S) или любой другой протокол TCP/IP.                                    |
|  | Формат документа    |  | (X)HTML                   | (X)HTML или любой другой корректный тип документов MIME, вроде OpenDocument. |
|  | Контекст            |  | Страница.                 | Страница, e-mail вложение, или клиентское приложение любого другого вида.    |
|  | Программа просмотра |  | Браузер.                  | Браузер или MIME-совместимое приложение.                                     |

## Пример
PDF документ запрошенный через SFTP или SMTP протоколы, например, будет веб-документом, но не веб-страницей.

## Мотивация
Выделение веб-документов, как отдельной сущности, подчеркивает тот факт, что не все содержание, порождаемое системами веб-шаблонов, веб-сервисами и тому подобными системами, является веб-страницами.